# 克拉布特里鎮區 (北卡羅萊納州海伍德縣)
克拉布特里鎮區（英語：Crabtree Township）是位於美國北卡羅萊納州海伍德縣的一個鎮區。

## 地方資料
克拉布特里鎮區的面積為90.13平方千米，皆為陸地。根據2020年美國人口普查的數據，當地共有人口1928人，而人口密度為每平方千米21.39人。